# Zgodovinsko središče Sankt Peterburga in pripadajoče skupine spomenikov
Zgodovinsko središče Sankt Peterburga in sorodne skupine spomenikov je ime, ki ga je uporabil Unesco, ko je leta 1991 imenoval zgodovinsko jedro ruskega mesta Sankt Peterburg, pa tudi stavbe in skupine, ki so bili v neposredni bližini kot znamenitost svetovne dediščine.
Kraj je bil prepoznan zaradi svoje arhitekturne dediščine, ki združuje baročne, neoklasicistične in tradicionalne rusko-bizantinske vplive.

## Svetovna dediščina v Sankt Peterburgu
Svetovna dediščina je:
1. Zgodovinsko središče Sankt Peterburga
2. Zgodovinski del mesta Kronstadt
3. Trdnjava Kronstadt
  - utrdbe otoka Kotlin
    - Reduta Dena (Fort Den)
    - Fort Šanz
    - Fort Katarina
    - Fort Rift
    - Fort Konstantin
    - Signalni stolp Tolbuhin na otoku Tolbukhin

  - Utrdbe Finskega zaliva
    - Trdnjava Obrutčev
    - Trdnjava Totleben
    - Severne utrdbe št. 1-7
    - Pavlova trdnjava (Riesbank)
    - Trdnjava Kronšlot
    - Aleksandrova trdnjava ("Tčumni")
    - Petrova trdnjava
    - Južne utrdbe št. 1-3

  - Utrdbe obale Finskega zaliva
    - Trdnjava Lissi Noss
    - Trdnjava Inno
    - Trdnjava Sivi konj (Seraja Ločad)
    - Trdnjava Krasnaja Gorka (Rdeči hrib)

  - Inženirske zgradbe
    - pregrada keson
    - pregrada iz kolov
    - Kamnita pregrada
4. Zgodovinski center mesta Petrokrepost (Šlisselburg)
5. Trdnjava Orešek na Orehovem otoku na izviru Neve
6. Ansambli palač in parkov mesta Puškina in njegovega zgodovinskega središča
7. Palače in parki mesta Pavlovsk in njegovega zgodovinskega središča
8. Observatorij Pulkovo
9. Palače in parki vasi Ropša
10. Palače in parki vasi Gostilici
11. Palače in parki vasi Tajci
12. Palače in parki mesta Gatčina in njegovega zgodovinskega središča
13. Obalni samostan svetega Sergija
14. Palače in parki mesta Strelna in njegovega zgodovinskega središča
15. Palače in parki "Mihajlovka"
16. Palače in parki "Znamenka"
17. Palače in parki mesta Petrodvorec in njegovega zgodovinskega središča
18. Palače in parki "Sobstvenaja Datča"
19. Palače in parki "Sergeevka
20. Palače in park mesta Lomonosov in njegovega zgodovinskega središča
  - Zgodovinsko središče mesta Lomonosov (Oranienbaum), vključno s palačo in parkom Zgornji park in Spodnji vrt
  - Mordvinovo posestvo
  - Maksimova datča
  - Zubovo posestvo "Otrada"
  - posest Ratkov-Rožnov "Dubki"
  - Posestvo S. K. Griega "Sans Ennui"
  - Datča bolnišnice
21. Znanstveno mesto-inštitut fiziologije I. P. Pavlova
22. Zinovievo posestvo
23. Šuvalovo posestvo
24. Posestvo Viazemski
25. Sestrorecki Razliv
26. I. Repina posestvo "Penati"
27. Pokopališče vasi Komarovo
28. Lindulovskaya Rocša
29. Reka Neva z bregovi in nasipi
30. Izorski klopi (Glint)
31. Dudergofski griči
32. Griči Koltuši
33. Griči Jukovskaja
34. Ceste
  - Moskovska avtocesta
  - Kijevska avtocesta
  - Železnica Leningrad-Pavlovsk
  - Avtocesta Puškin-Gatčina
  - Volhovska avtocesta
  - Talinska avtocesta
  - Peterhofska avtocesta
  - Ropšinska avtocesta
  - Gostilicka avtocesta
  - Primorska avtocesta
  - Viborgska avtocesta
  - Koltušskova avtocesta
35. Prekopi
  - Ligovski prekop
  - Morski prekop
  - Petrovski prekop
  - Kronstadski prekop
  - Zelenogorski prekop
36. Zeleni pas slave - kompleks spominskih struktur na mejah bitke za Leningrad 1941–1944, ki so bile ustvarjene v letih 1965–1968 z namenom, da ohranijo spomin na svoje junaške branilce